# Callidium californicum
Callidium californicum är en skalbaggsart som beskrevs av Thomas Casey 1912. Callidium californicum ingår i släktet Callidium och familjen långhorningar. Inga underarter finns listade.